# Rho d'Andròmeda
Rho d'Andròmeda (ρ Andromedae) és una estrella de la constel·lació d'Andròmeda.
Rho d'Andròmeda és una gegant groga-blanca del tipus F de la magnitud aparent +5,16. Està aproximadament a 160 anys llum de la Terra.